# 国立花蓮高級中学
国立花蓮高級中学 National Hualien Senior High School）は、台湾花蓮県花蓮市 にある高校。旧名花蓮港中学校。

## 校史
- 1936年,花蓮港中学校として開校